# Eduarda Maio
Eduarda Maio (n. Moçambique, Maio de 1966) é uma jornalista portuguesa.

## Biografia
Subdirectora de informação da Antena1, desde 2003, começou a trabalhar na rádio, profissionalmente, em 1987, na Antena 1, onde esteve durante três anos. Em 1989 tornou-se jornalista da RTP, onde permaneceu até 1993. Passou pela televisão onde apresentou o Jornal da Tarde, na RTP1, o programa O Juiz Decide, na SIC; e o Conselho de Estado, na RTP2. Durante dez anos (1993-2003) foi jornalista da TSF tendo exercido durante os últimos dois anos o cargo de chefe de redacção da mesma rádio. Entre 2013 e 2015, apresentou o programa Sociedade Civil na RTP2.

## Percurso na TV

### RTP
- Jornal da Tarde
- Conselho de Estado
- Sociedade Civil

### SIC
- O Juiz Decide

## Obras
- José Sócrates - O menino de ouro do PS (2008) ISBN 978-989-626-116-0[2]